# Donkey Konga
Donkey Konga (derivado de Donkey Kong y conga), es una serie de videojuegos de género musical creados por Namco y Nintendo. El protagonista de estos juegos es el personaje Donkey Kong, uno de los iconos clásicos en la historia de Nintendo y de los videojuegos en general. El juego y sus personajes están tematizados basados en la serie Donkey Kong Country. El objetivo del juego es lograr el mejor puntaje posible al sonar los DK Bongos y aplaudir al ritmo de la música, acorde a las instrucciones en la pantalla.

## Lanzamiento
- 12 de diciembre de 2003
- 27 de septiembre de 2004
- 15 de octubre de 2004

## Canciones

### Versión japonesa
1. Oklahoma Mixer

### Versión americana
1. All The Small Things - Blink-182
2. Bingo
3. Busy Child - The Crystal Method
4. Dancing in the Street - Martha Reeves & The Vandella
5. DK Rap (Donkey Kong 64 Theme)
6. Donkey Konga Theme
7. Happy Birthday to You
8. Hungarian Dance No. 5 in G Minor - Johannes Brahms
9. The Impression That I Get - Mighty, Mighty Bosstones
10. I Think I Love You - Kaci
11. I've Been Working on the Railroad
12. Itsy Bitsy Spider
13. Kirby: Right Back At Ya!
14. Canción de The Legend of Zelda
15. Like Wow - Leslie Carter
16. The Loco-Motion - Little Eva
17. Louie Louie - The Kingsmen
18. Canción de Super Mario Bros.
19. On the Road Again - Willie Nelson
20. Oye Como Va - Santana
21. Para Los Rumberos
22. Canción de entrada de Pokémon (en inglés)
23. Right Here, Right Now - Jesus Jones
24. Rock Lobster - The B52's
25. Rock This Town - Stray Cats
26. Row, Row, Row Your Boat
27. She'll Be Comin' 'Round the Mountain
28. Shining Star - Jump 5
29. Sing, Sing, Sing (With a Swing)
30. Stupid Cupid - Mandy Moore
31. Turkish March - Wolfgang Amadeus Mozart
32. We Will Rock You - Queen
33. What I Like About You
34. Whip It - Devo
35. "Wild Thing" - The Troggs
36. Yankee Doodle Dandy
37. You Can't Hurry Love - Diana Ross & The Supremes

### Versión europea
1. DK Rap

## Secuelas
Namco creó dos secuelas del Donkey Konga original: Donkey Konga 2 y Donkey Konga 3, aunque el tercer juego de esta serie de videojuegos no llegó a comercializarse en Europa. Ambos juegos conservan la estructura del original, pero incluyen nuevas canciones, nuevos minijuegos, nuevos fondos y más personajes de la saga Donkey Kong. Además, apareció un spin-off titulado Donkey Kong Jungle Beat.